# Hval (Schiff, 1896)
Die Hval war ein Torpedoboot 1. Klasse (norw.: Torpedobåt Kl. I), das von 1897 bis 1931 in der norwegischen Marine diente.

## Bau und Technische Daten
Die Hval war das Typschiff ihrer Klasse, zu der neben ihr die Delfin und die Hai gehörten. Sie war das erste von insgesamt zehn für die norwegische Marine vor der Unabhängigkeit des Landes von Schweden gebauten Torpedobooten 1. Klasse und diente auch als Vorlage für die in den Jahren 1898 bei der Carljohansværn Værft in Horten (Norwegen) gebauten und nahezu baugleichen Boote des Typs Storm und die vier 1900 und 1901 ebenfalls dort gebauten Boote des Typs Laks. Allerdings waren die in Norwegen gebauten Boote mit einer erheblich schwächeren Maschinenanlage ausgestattet, die nur 650 PS  und 17,5 Knoten leistete.
Die Hval lief 1896 bei Schichau in Elbing vom Stapel und wurde 1897 abgeliefert und in Dienst gestellt. Das Boot war 39,9 m lang und 4,80 m breit. Es hatte vorn 1,10 m und achtern 2,15 m Tiefgang und verdrängte 83 Tonnen (standard) bzw. 102 t (maximal). Die Maschinenanlage bestand aus zwei Wasserrohrkesseln und einer Dreifach-Expansions-Dampfmaschine, deren 1100 PS über eine Schraube eine Höchstgeschwindigkeit von 24 Knoten ermöglichten. Bis zu 17 Tonnen Kohle konnten gebunkert werden. Die Bewaffnung bestand aus zwei 3,7-cm 5-Rohr Hotchkiss-Revolverkanonen und zwei 45-cm-Torpedorohren in Einzelaufstellung. Die Besatzung zählte 23 Mann.

## Schicksal
Während der politischen Spannungen mit Schweden im Verlauf des norwegischen Lösungsprozesses aus der bisherigen Personalunion mit Schweden nach der Volksabstimmung vom 13. August 1905 mobilisierte Norwegen, wie auch Schweden, am 13. September seine Streitkräfte. Als im Herbst ein Krieg drohte, nahmen die Hval und die anderen neuen Torpedoboote an ausgedehnten Marinemanövern teil und sechs von ihnen wurden dann im Oslofjord unter Führung des Zerstörers Valkyrjen stationiert, um dort einen befürchteten schwedischen Angriff von See auf Oslo und die militärischen und industriellen Installationen in Ostnorwegen im Zusammenwirken mit den vier Küstenpanzerschiffen abzuwehren, die anderen vier Torpedoboote 1. Klasse blieben vor Bergen.
Während des Ersten Weltkriegs diente die Hval, wie die anderen Schiffe der norwegischen Marine, zur Sicherung der norwegischen Neutralität und im Geleitdienst für Handelsschiffe in norwegischen Küstengewässern. Nach dem Ende des Kriegs war das Boot bis 1927 hauptsächlich damit befasst, Schmuggler aufzubringen, die während der norwegischen Prohibition Alkohol ins Land brachten.
Die Hval wurde 1931 ausgemustert und lag zum Zeitpunkt der deutschen Invasion Norwegens am 9. April 1940 abgerüstet in Kristiansand. Dort wurde sie von der Kriegsmarine erbeutet; sie sollte zunächst als Hafenschutzboot eingesetzt werden, wurde aber wegen ihres schlechten Zustands nicht mehr in Dienst gestellt. Bei Kriegsende wurde das Boot wieder von der norwegischen Marine übernommen und im Jahre 1947 abgewrackt.

## Schwesterboote
- Die ebenfalls 1896 bei Schichau gebaute Delfin wurde bereits 1927 ausgemustert. Auch sie lag am 9. April 1940 abgerüstet in Kristiansand und wurde dort Beute der Kriegsmarine. Das Boot wurde mit dem Namen Kürassier (II) und der taktischen Bezeichnung NK04 als Hafenschutzboot bei der Hafenschutzflottille Kristiansund in Dienst gestellt, kam bei Kriegsende wieder in norwegischen Besitz und wurde 1947 abgebrochen.[3]
- Die auch 1896 bei Schichau gebaute Hai wurde bereits 1920 ausgemustert und bald darauf verschrottet.